# Neotypus septimus
Neotypus septimus là một loài tò vò trong họ Ichneumonidae.